# Polypous
Polypous wurde von John D. Beazley wohl irrtümlich für den Namen eines griechischen Töpfers in der 2. Hälfte des 6. Jahrhunderts v. Chr. in Athen gehalten.
John D. Beazley ergänzte auf dem Fragment einer Randschale aus Naukratis in Oxford, Ashmolean Museum Inv. G 1000 die Inschrift ΛΥΠΟΣ zu [ΠΟ]ΛΥΠΟΣ. Er sah darin entweder eine Signatur oder eine Lieblingsinschrift. Nach Peter Heesen spricht die Anbringung auf dem Rand der Schale jedoch sowohl gegen eine Signatur wie gegen eine Lieblingsinschrift, da diese gewöhnlich in der Henkelzone zu finden sind. Die Beischrift bezieht sich vielmehr eher auf den direkt daneben dargestellten Vierfüßler.